# Índice de refracción

Refracción de la luz en la interfaz entre dos medios con diferentes índices de refracción (n_{2} > n_{1}). Como la velocidad de fase es menor en el segundo medio (v_{2} < v_{1}), el ángulo de refracción θ_{2} es menor que el ángulo de incidencia θ_{1}; esto es, el rayo en el medio de índice mayor es cercano al vector normal

Frentes de onda de una fuente puntual en el contexto de la ley de Snell. La región debajo de la línea gris tiene un índice de refracción mayor y velocidad de onda proporcionalmente menor que la región encima de la línea

Se denomina índice de refracción al cociente de la velocidad de la luz en el vacío y la velocidad de la luz en el medio cuyo índice se calcula. Se simboliza con la letra {\displaystyle n} y se trata de un valor adimensional.
| Símbolo           | Nombre                                                                      |
| ----------------- | --------------------------------------------------------------------------- |
| {\displaystyle n} | Índice de refracción del medio                                              |
| {\displaystyle c} | Velocidad de la luz en el vacío                                             |
| {\displaystyle v} | Velocidad de la luz en el medio cuyo índice se calcula (agua, vidrio, etc.) |

El índice de refracción de un medio es una medida que indica cuánto se reduce la velocidad de la luz (o de otras ondas tales como ondas acústicas) dentro del medio.
El índice de refracción determina cuánto se desvía (refracta) la trayectoria de la luz al entrar en un material. Esto se describe mediante la  ley de refracción de Snell, n1 sinθ1 = n2 sinθ2, donde θ1 y θ2 son los ángulos de incidencia y refracción, respectivamente, de un rayo que cruza la interfaz entre dos medios con índices de refracción n1 y n2. Los índices de refracción también determinan la cantidad de luz que se refleja al llegar a la interfase, así como el ángulo crítico para la reflexión interna total, su intensidad (ecuaciones de Fresnel) y el ángulo de Brewster.
El índice de refracción puede verse como el factor por el cual la velocidad y la longitud de onda de la radiación se reducen con respecto a sus valores de vacío: la velocidad de la luz en un medio es v = c/n, y de manera similar la longitud de onda en ese medio es λ = λ0/n, donde λ0 es la longitud de onda de esa luz en el vacío. Esto implica que el vacío tiene un índice de refracción de 1 y que la frecuencia (f = v/λ) de la onda no se ve afectada por el índice de refracción. Como resultado, el color percibido por el ojo humano de la luz refractada, que depende de la frecuencia, no se ve afectado por la refracción o el índice de refracción del medio.
El índice de refracción varía con la longitud de onda. Esto hace que la luz blanca se divida en colores constituyentes cuando se refracta. Esto se llama dispersión. Este efecto se puede observar en prismas y arcoíris , y como aberración cromática en lentes. La propagación de la luz en los materiales absorbentes se puede describir utilizando un índice de refracción de valor complejo. La parte imaginaria maneja la atenuación, mientras que la parte real explica la refracción. Para la mayoría de los materiales, el índice de refracción cambia con la longitud de onda en varios porcentajes a lo largo del espectro visible. Sin embargo, los índices de refracción de los materiales se notifican comúnmente utilizando un valor único para n, que normalmente se mide a 633 nm.
El concepto de índice de refracción se aplica dentro del espectro electromagnético completo, desde los rayos X hasta las ondas de radio. También se puede aplicar a fenómenos ondulatorios como el sonido. En este caso, se utiliza la velocidad del sonido en lugar de la de la luz, y se debe elegir un medio de referencia diferente al vacío.
En términos de anteojos, una lente con un alto índice de refracción será más liviana y tendrá bordes más delgados que su contraparte convencional de índice "bajo". Estos lentes son generalmente más caros de fabricar que los convencionales.

## Definición física
El índice de refracción (n) está definido como el cociente de la velocidad (c) con respecto a la velocidad de fase (vp) de un fenómeno ondulatorio como luz o sonido en un medio de referencia:
| Símbolo                          | Nombre                          |
| -------------------------------- | ------------------------------- |
| {\displaystyle n}                | índice de refracción del medio  |
| {\displaystyle c}                | Velocidad de la luz en el vacío |
| {\displaystyle v_{\mathrm {p} }} | Velocidad de fase               |

Generalmente se utiliza la velocidad de la luz en el vacío (c) como medio de referencia para cualquier materia, aunque durante la historia se han utilizado otras referencias, como la velocidad de la luz en el aire. En el caso de la luz, es igual a:
| Símbolo                       | Nombre                                  |
| ----------------------------- | --------------------------------------- |
| {\displaystyle n}             | índice de refracción del medio          |
| {\displaystyle \epsilon _{r}} | Permitividad relativa del material      |
| {\displaystyle \mu _{r}}      | Permeabilidad electromagnética relativa |

Para la mayoría de los materiales, μr es muy cercano a 1 en frecuencias ópticas, es decir, luz visible, por lo tanto, n es aproximadamente {\displaystyle {\sqrt {\epsilon _{r}}}}.

## Historia

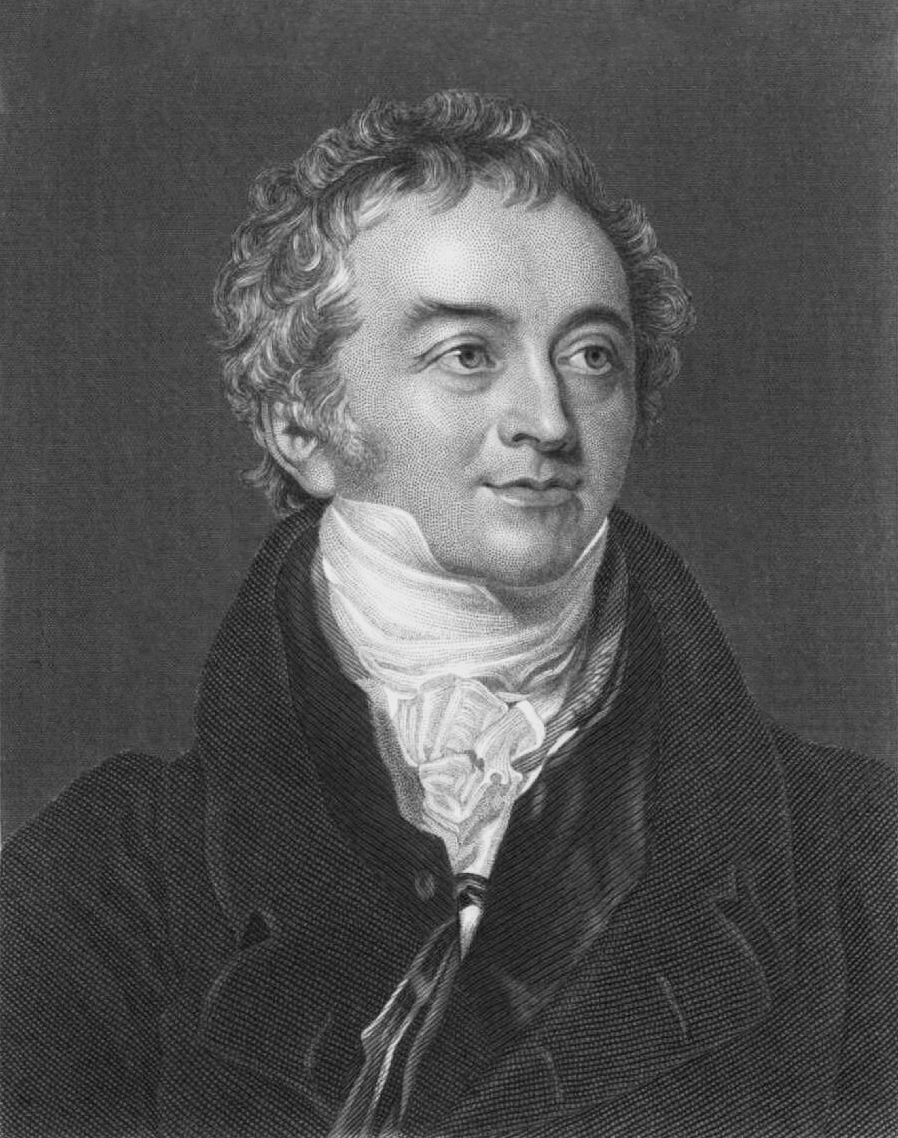
Thomas Young acuñó el término índice de refracción

Posiblemente, Thomas Young fue la persona que primero usó e inventó el nombre "índice de refracción", en 1807. Al mismo tiempo, cambió este valor del poder de refracción a un solo número, en lugar de la proporción tradicional de dos números. La relación tenía la desventaja de diferentes apariencias. Newton, quien lo llamó la "proporción de los senos de incidencia y refracción", lo escribió como una relación de dos números, como "529 a 396" (o "casi 4 a 3"; para el agua).  Hauksbee, quien lo llamó el "índice de refracción", lo escribió como un índice con un numerador fijo, como "10000 a 7451,9" (para la orina). Hutton lo escribió como una razón con un denominador fijo, como 1,3358 a 1 (agua).
Young no usó un símbolo para el índice de refracción en 1807. En años posteriores, otros comenzaron a usar símbolos diferentes: n, m y µ. El símbolo n prevaleció gradualmente.

## Valores para diferentes materiales
El índice de refracción en el aire es de 1,00029 pero para efectos prácticos se considera como 1, ya que la velocidad de la luz en este medio es muy cercana a la del vacío.
Otros ejemplos de índices de refracción para luz amarilla del sodio (λ=589,6 nm), ordenados desde el menor hasta el mayor índice de refracción: 
| Material                                                            | Índice de refracción |
| ------------------------------------------------------------------- | -------------------- |
| Vacío                                                               | 1                    |
| Aire (*)                                                            | 1,0002926            |
| Metanol (a 20 °C)                                                   | 1,329                |
| Agua                                                                | 1,3330               |
| Acetaldehído                                                        | 1,35                 |
| Solución de azúcar (30%)                                            | 1,38                 |
| 1-butanol (a 20 °C)                                                 | 1,399                |
| Heptanol (a 25 °C)                                                  | 1,423                |
| Vidrio (común)                                                      | 1,45                 |
| Glicerina                                                           | 1,473                |
| Benceno (a 20 °C)                                                   | 1,501                |
| Solución de azúcar (80%)                                            | 1,52                 |
| Cuarzo                                                              | 1,544                |
| Cloruro de sodio                                                    | 1,544                |
| Disulfuro de carbono                                                | 1,6295               |
| Diamante                                                            | 2,42                 |
| (*) en condiciones normales de presión y temperatura (1 bar y 0 °C) |                      |

El índice de refracción también varía con la longitud de onda de la luz, como lo indica la ecuación de Cauchy:
La forma más general de la ecuación de Cauchy es
{\displaystyle n(\lambda )=A+{\frac {B}{\lambda ^{2}}}+{\frac {C}{\lambda ^{4}}}+\cdots ,}
donde n es el índice de refracción, λ es la longitud de onda, A , B , C, etc., son coeficientes que se pueden determinar para un material ajustando la ecuación a los índices de refracción medidos en longitudes de onda conocidas. Los coeficientes se citan generalmente para λ como la longitud de onda del vacío en  micrómetros .
Por lo general, es suficiente usar una forma de dos términos de la ecuación:
{\displaystyle n(\lambda )=A+{\frac {B}{\lambda ^{2}}},}
donde los coeficientes A y B se determinan específicamente para esta ecuación.
- Para la luz visible, la mayoría de los medios transparentes tienen índices de refracción entre 1 y 2. En la tabla adyacente se dan algunos ejemplos. Estos valores se miden en la línea D del doblete amarillo del sodio, con una longitud de onda de 589 nanómetros, como se hace convencionalmente. Los gases a presión atmosférica tienen índices de refracción cercanos a «1» debido a su baja densidad. Casi todos los sólidos y líquidos tienen índices de refracción superiores a 1,3, siendo el aerogel la clara excepción. El aerogel es un sólido de muy baja densidad que se puede producir con un índice de refracción en el rango de 1,002 a 1,265.[12] La moissanita se encuentra en el otro extremo del rango con un índice de refracción tan alto como 2,65. La mayoría de los plásticos tienen índices de refracción en el rango de 1,3 a 1,7, pero algunos polímeros de alto índice de refracción pueden tener valores tan altos como 1,76.[13]

- Para la luz infrarroja, los índices de refracción pueden ser considerablemente más altos. El germanio es transparente en la región de longitud de onda de 2 a 14 µm y tiene un índice de refracción de aproximadamente 4.[14] Recientemente se descubrió un tipo de nuevos materiales denominados "aislantes topológicos", que tienen un alto índice de refracción de hasta 6 en el cercano a la gama de frecuencias infrarrojas medias. Además, los aisladores topológicos son transparentes cuando tienen un espesor a nanoescala. Estas propiedades son potencialmente importantes para aplicaciones en óptica infrarroja.[15]

### Índice de refracción inferior a la unidad
Según la teoría de la relatividad , ninguna información puede viajar más rápido que la velocidad de la luz en el vacío, pero esto no significa que el índice de refracción no pueda ser inferior a «1». El índice de refracción mide la velocidad de fase de la luz, que no lleva información. La velocidad de fase es la velocidad a la que se mueven las crestas de la onda y puede ser más rápida que la velocidad de la luz en el vacío y, por lo tanto, dar un índice de refracción inferior a «1». Esto puede ocurrir cerca de las frecuencias de resonancia, para medios absorbentes, en plasmas, y para rayos X. En el régimen de rayos X los índices de refracción son menores pero muy cercanos a 1 (excepciones cercanas a algunas frecuencias de resonancia). Como ejemplo, el agua tiene un índice de refracción de 0,99999974 = 1 − 2,6×10-7 para radiación de rayos X con una energía fotónica de 30 keV (longitud de onda de 0,04 nm).
Un ejemplo de un plasma con un índice de refracción inferior a la unidad es la ionosfera de la Tierra. Dado que el índice de refracción de la ionosfera (un plasma ) es menor que la unidad, las ondas electromagnéticas que se propagan a través del plasma se desvían "alejándose de lo normal", lo que permite que las ondas de radio se refracten hacia la Tierra, lo que permite largas distancias.

### Índice de refracción negativo

Ejemplo de un rayo electromagnético pasando por un metamaterial con refracción negativa.

La investigación reciente también ha demostrado la existencia de índice de refracción negativo, lo que puede ocurrir si las partes reales tanto de permitividad {\displaystyle \epsilon }eff como {\displaystyle \mu }eff permeabilidad pueden tener valores negativos. No se espera que esto ocurra naturalmente con luz visible con algún material, aunque puede lograrse con metamateriales; materiales creados en laboratorio para dicho propósito. El índice de refracción negativo ofrece la posibilidad de superlentes, dispositivo de invisibilidad y otros fenómenos exóticos.
Por otra parte, el índice de refracción en algunos materiales depende de la frecuencia del rayo incidente. Por esta misma razón, y en ciertos materiales, podemos obtener un índice de refracción negativo no estándar. Por otro lado, como ya se dijo, existen metamateriales que permiten esta propiedad en condiciones estándar o con la luz visible.

## Explicación microscópica

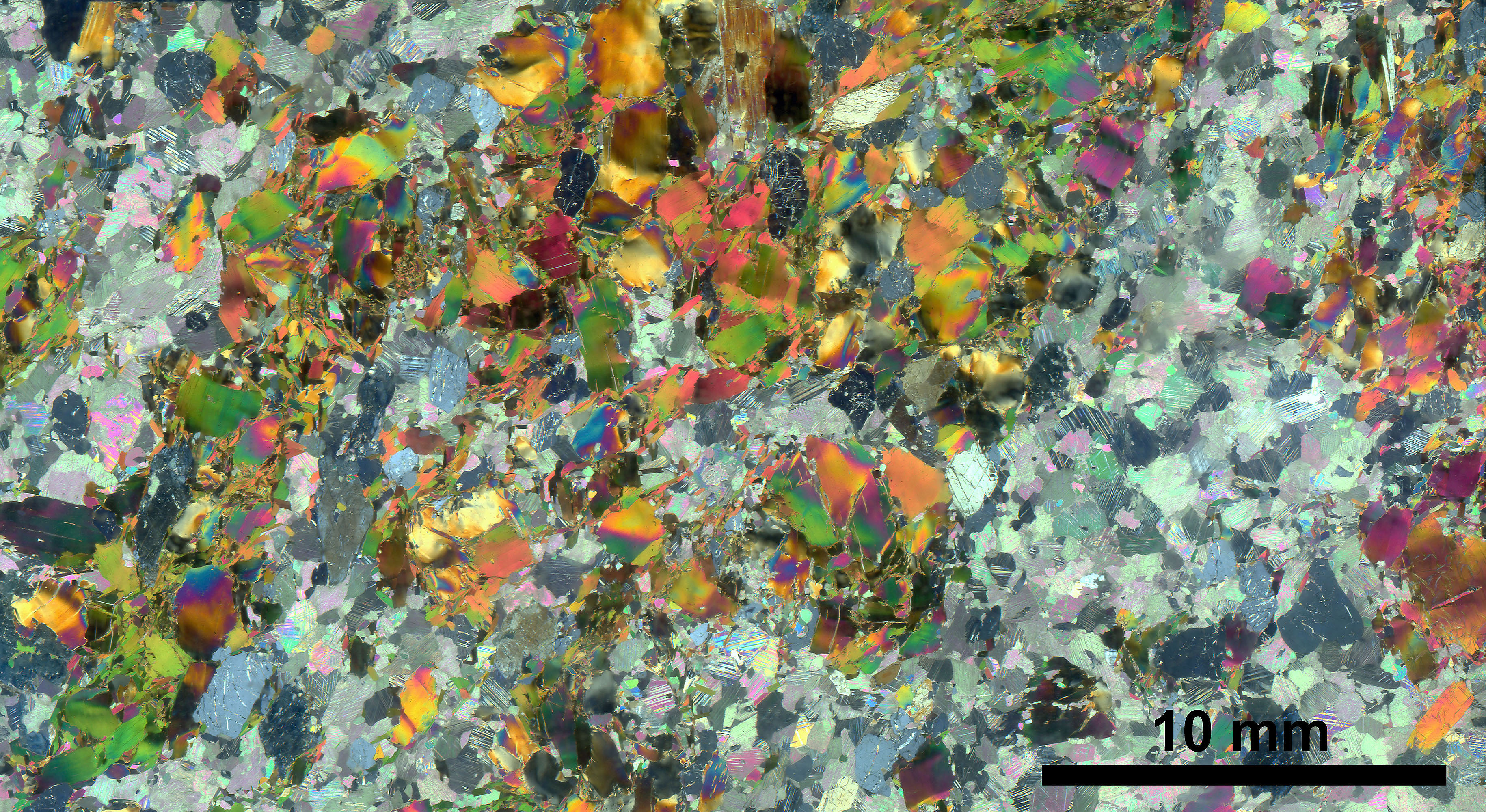
En mineralogía óptica, las secciones delgadas se utilizan para estudiar rocas. El método se basa en los distintos índices de refracción de diferentes minerales.

A escala atómica, la velocidad de fase de una onda electromagnética se reduce en un material porque el campo eléctrico crea una perturbación en las cargas de cada átomo (principalmente en los electrones ) proporcional a la susceptibilidad eléctrica del medio; el mismo modo, el campo magnético crea una perturbación proporcional a la susceptibilidad magnética. A medida que los campos electromagnéticos oscilan en la onda, las cargas en el material se "sacuden" de un lado a otro a la misma frecuencia.: 67   Las cargas, por lo tanto, irradian su propia onda electromagnética que está en la misma frecuencia, pero generalmente con un  retraso de fase, ya que las cargas pueden desfasarse con la fuerza que las impulsa. La onda de luz que viaja en el medio es la  superposición macroscópica (suma) de todas esas contribuciones en el material: la onda original más las ondas radiadas por todas las cargas en movimiento. Esta onda es típicamente una onda con la misma frecuencia pero una longitud de onda más corta que la original, lo que lleva a una desaceleración de la velocidad de fase de la onda. La mayor parte de la radiación de las cargas oscilantes del material modificará la onda entrante, cambiando su velocidad. Sin embargo, parte de la energía neta se irradiará en otras direcciones o incluso en otras frecuencias.

## Dispersión

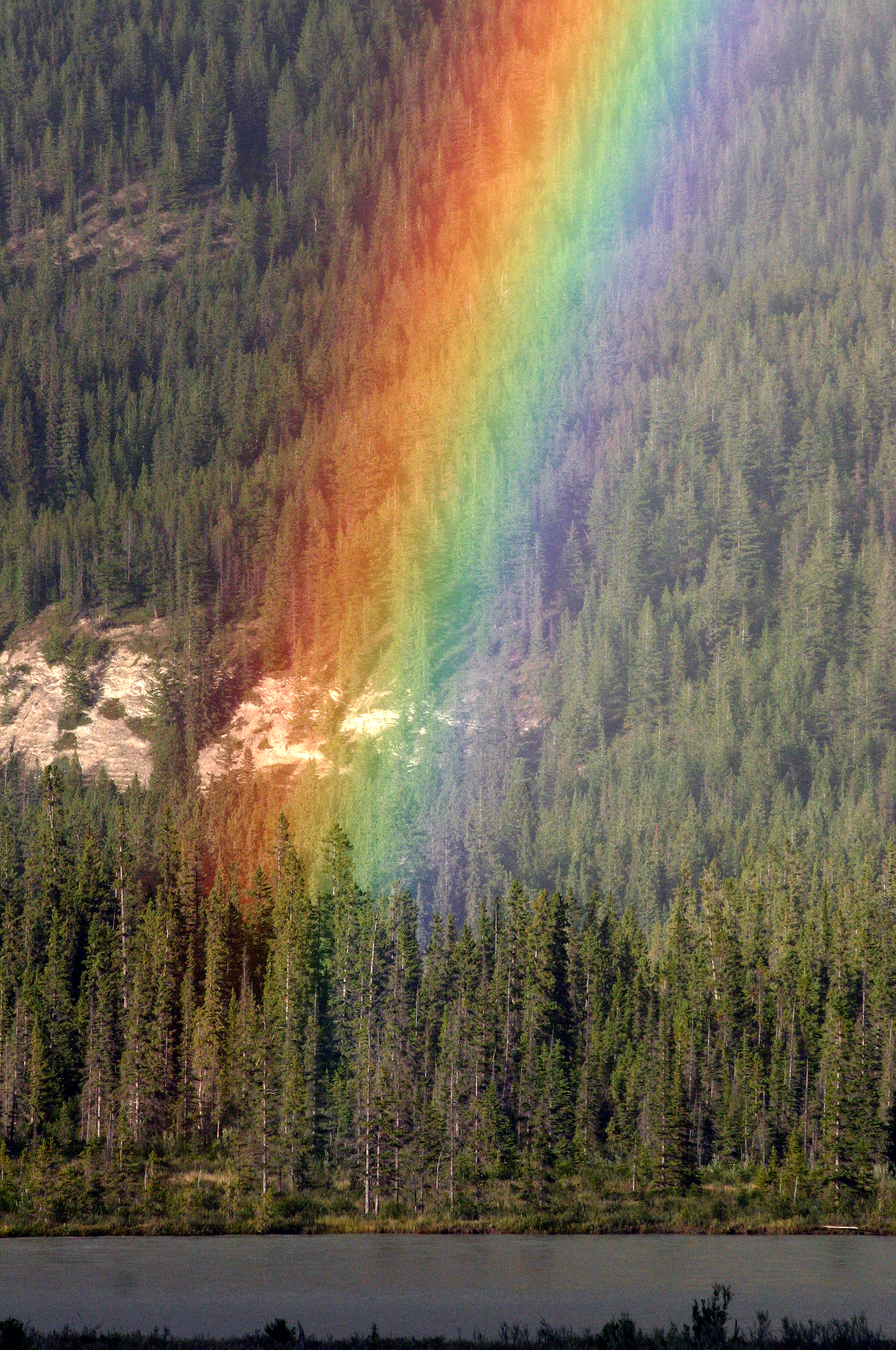
En un prisma, la dispersión hace que diferentes colores se refracten en diferentes ángulos, dividiendo la luz blanca en un arcoíris de colores.

La luz de diferentes colores tiene índices de refracción ligeramente diferentes en el agua y, por lo tanto, aparece en diferentes posiciones en el arco iris.

La variación del índice de refracción con la longitud de onda para varios vidrios. La zona sombreada indica el rango de luz visible

El índice de refracción de los materiales varía con la longitud de onda y con la frecuencia) de la luz.
Esto se llama dispersión y hace que los prismas y arco iris dividan la luz blanca en sus colores espectrales constitutivos. Como el índice de refracción varía con la longitud de onda, también lo hará el ángulo de refracción cuando la luz pasa de un material a otro. La dispersión también hace que la distancia focal de las lentes dependa de la longitud de onda. Se trata de un tipo de aberración cromática, que a menudo hay que corregir en los sistemas de imagen. En las regiones del espectro en las que el material no absorbe la luz, el índice de refracción tiende a disminuir con el aumento de la longitud de onda y, por tanto, a aumentar con la frecuencia. Esto se denomina "dispersión normal", en contraste con la "dispersión anómala", en la que el índice de refracción aumenta con la longitud de onda. Para la luz visible, la dispersión normal significa que el índice de refracción es mayor para la luz azul que para la roja.
Para la óptica en el rango visual, la cantidad de dispersión de un material de lente a menudo se cuantifica mediante el número de Abbe:
{\displaystyle V={\frac {n_{\mathrm {amarillo} }-1}{n_{\mathrm {azul} }-n_{\mathrm {rojo} }}}.}

## Relaciones con otras cantidades

### Longitud del camino óptico

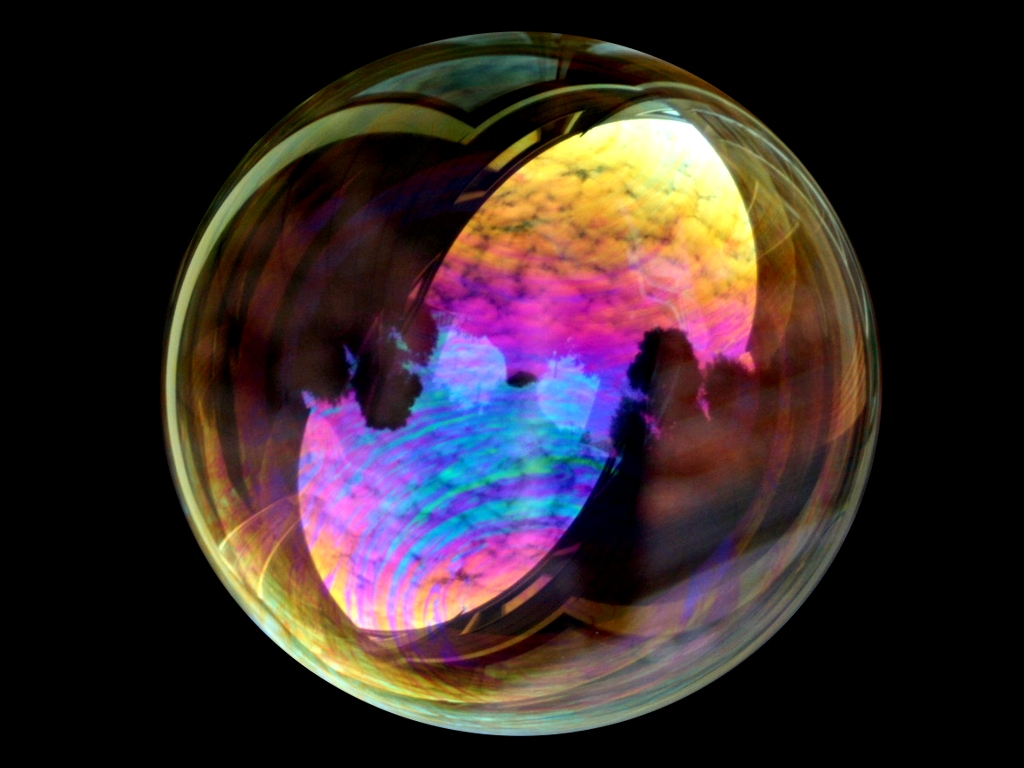
Los colores de una pompa de jabón están determinados por la longitud del camino óptico a través de la película delgada de jabón en un fenómeno llamado interferencia de película delgada.

El camino óptico (OPL) es el producto de la longitud geométrica d del camino que sigue la luz a través de un sistema y el índice de refracción del medio por el que se propaga.
{\displaystyle {\text{OPL}}=nd.}
Este es un concepto importante en óptica porque determina la fase de la luz y gobierna la interferencia y la difracción de la luz al propagarse. Según el principio de Fermat, los rayos de luz pueden caracterizarse como aquellas curvas que optimizan la longitud del camino óptico.: 68–69 

### Refracción

Refracción de la luz en la interfaz entre dos medios de diferentes índices de refracción, con n_{2} > n_{1}. Dado que la velocidad de fase es menor en el segundo medio (v_{2} < v_{1}), el ángulo de refracción θ_{2} es menor que el ángulo de incidencia θ_{1}; es decir, el rayo en el medio de mayor índice está más cerca de lo normal.

Cuando la luz pasa de un medio a otro, cambia de dirección, es decir, se refracta. Si pasa de un medio con índice de refracción n1 a uno con índice de refracción n2, con un ángulo de incidencia respecto a la normal de θ1, el ángulo de refracción θ2 se puede calcular a partir de la ley de Snell:
{\displaystyle n_{1}\operatorname {sen} \theta _{1}=n_{2}\operatorname {sen} \theta _{2}.}
Cuando la luz entra en un material con un índice de refracción más alto, el ángulo de refracción será menor que el ángulo de incidencia y la luz se refractará hacia la normal de la superficie. Cuanto mayor sea el índice de refracción, más cerca de la dirección normal viajará la luz. Al pasar a un medio con un índice de refracción más bajo, la luz se refractará alejándose de la normal, hacia la superficie.

### Reflexión interna total

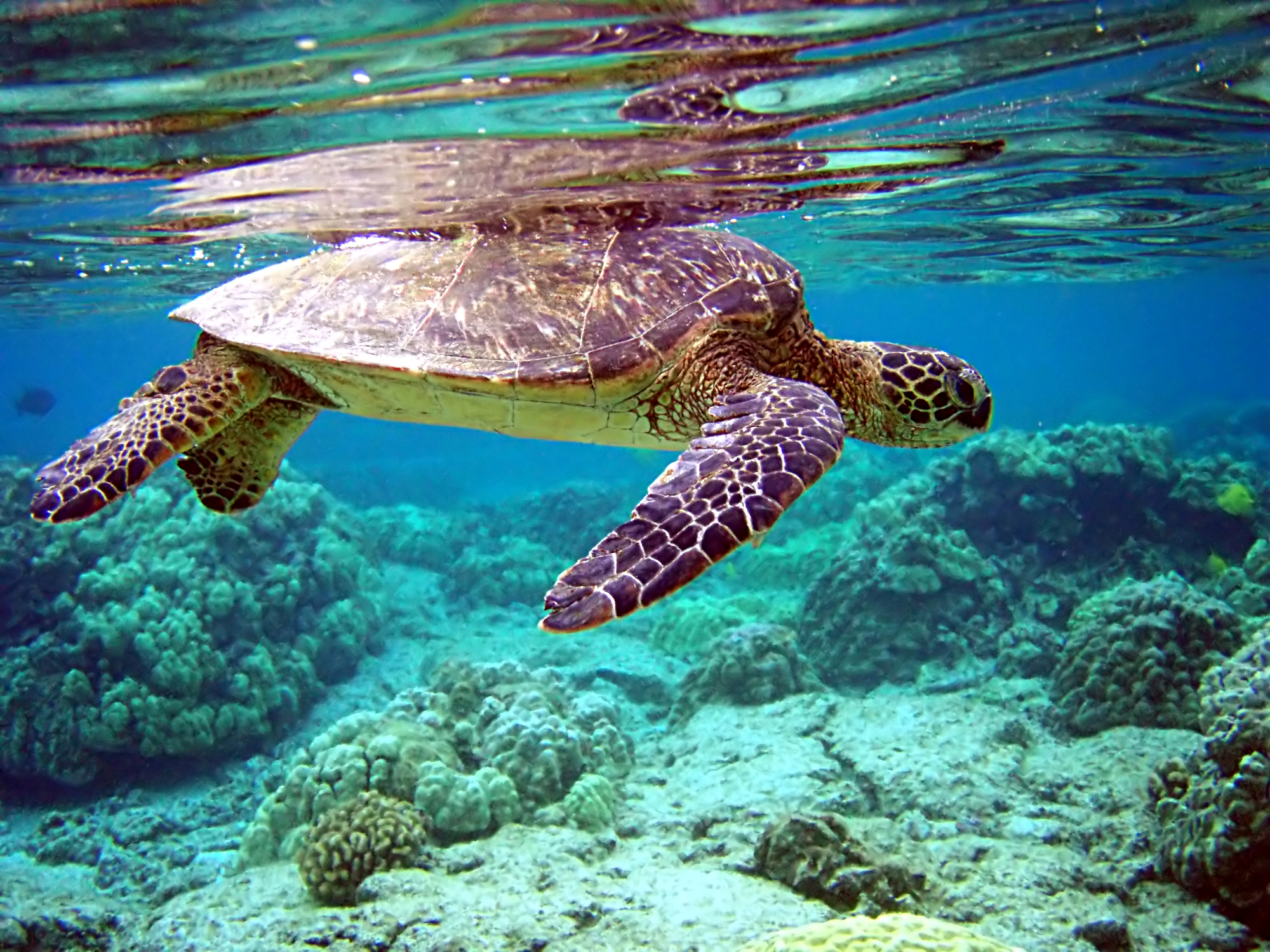
Reflexión interna total se puede ver en el límite aire-agua.

Si no hay un ángulo θ2 que cumpla la ley de Snell, es decir,
{\displaystyle {\frac {n_{1}}{n_{2}}}\sin \theta _{1}>1,}
la luz no puede transmitirse y, en cambio, sufrirá una reflexión interna total.: 49–50   Esto solo ocurre cuando se pasa a un material menos denso ópticamente, es decir, con menor índice de refracción. Para obtener la reflexión interna total el ángulo de incidencia θ1 debe ser mayor que el ángulo crítico.
{\displaystyle \theta _{\mathrm {c} }=\arcsin \!\left({\frac {n_{2}}{n_{1}}}\right)\!.}

## Índice de refracción efectivo
En una guía de ondas (ej: fibra óptica) el índice de refracción efectivo determina el índice de refracción que experimenta un modo de propagación en razón a su velocidad de grupo. La constante de propagación de un modo que se propaga por una guía de ondas es el índice efectivo por el número de onda del vacío:
{\displaystyle \beta =n_{\rm {eff}}k_{0}=n_{\rm {eff}}{\frac {2\pi }{\lambda _{0}}}}
Nótese que el índice efectivo no depende solo de la longitud de onda sino también del modo de propagación de la luz ({\displaystyle \beta }). Es por esta razón que también es llamado índice modal.
El índice de refracción efectivo puede ser una cantidad compleja, en cuyo caso la parte imaginaria describiría la ganancia o las pérdidas de la luz confinada en la guía de ondas.
No debe confundirse con la idea que el índice efectivo es una medida o promedio de la cantidad de luz confinada en el núcleo de la guía de onda. Esta falsa impresión resulta de observar que los modos fundamentales en una fibra óptica tienen un índice modal más cercano al índice de refracción del núcleo.

## Aplicaciones
La propiedad refractiva de un material es la propiedad más importante de cualquier sistema óptico que usa refracción. Es un índice inverso que indica el grosor de los lentes según un poder dado, y el poder dispersivo de los prismas. También es usado en la química para determinar la pureza de los reactivos químicos y para la renderización de materiales refractantes en los gráficos 3D por computadora.